# Philips Records
Philips Records es una compañía discográfica neerlandesa que fue fundada por la compañía electrónica Philips del mismo país. 

## Historia
Empezó como "Philips Phonographische Industrie" (PPI) en 1950. Después de la separación de la Columbia inglesa y la Columbia norteamericana, a finales de 1954, Philips también empezó a distribuir grabaciones originales de Columbia en el sello Philips en Gran Bretaña.
A finales de los años 1950, Philips creó un sello subsidiario, Fontana Records, y ayudó a la estadounidense Columbia Records a formar CBS Records en 1961, después de que Columbia formase sus propias operaciones internacionales, adoptando el nombre de su entonces matriz CBS. En 1962 Philips Records y Deutsche Grammophon se unieron en la joint venture Phonogram Records, que más tarde fue conocida como PolyGram.
Hicieron grabaciones con artistas populares de varias nacionalidades y también con artistas clásicas de Alemania, Francia y Países Bajos. Philips también distribuyó grabaciones realizadas por la estadounidense Columbia Records en el continente europeo. 
Philips Records ha formado parte de Universal Music desde 1998, el nombre sigue teniendo licencia para la compañía anterior del seño. En 1999, Philips Classics fue absorbida por el Grupo Decca, y la grabación y operaciones de masterización de Philips en los Países Bajos se cerraron. Anteriores empleados compraron el centro de grabación de Philips en Baarn, Países Bajos, y formaron Polyhemia (una compañía de grabación y masterización) y Pentatone Records (que se especializa en SACD releases).
Muchas de las grabaciones clásicas de Philips han sido relanzadas en el sello Eloquence. Universal también lanzó una serie "Philips 50" marcando el 50.º aniversario de Philips Records a principios del siglo XXI; algunos de esos cedés aún están impresos. Pentatone ha lanzado grabaciones de sonido cuadrafónico de Philips desde principios y mediados de los setenta en el formato SACD de 4 canales, como su serie RQR.